# Giacomo Oddi (frate)
Giacomo Oddi (Perugia, 1400 circa – Perugia, 25 giugno 1487) è stato uno scrittore e frate francescano, italiano.

## Biografia
Giacomo nacque in seno alla famiglia perugina Oddi, di recente nobiltà cittadina da non confondere con l’antica stirpe dei degli Oddi. Era figlio di Oddone e da Bella di Lorenzo Vincioli. Nel 1448 entrò nell'ordine dei frati minori ed ebbe come maestro Domenico da Genova. Nel 1454, con altri frati, si recò a Monteluco (presso Spoleto) per assistere frate Francesco da Pavia (al secolo Antonio Beccaria), prossimo alla morte e già in odore di santità. Oddi ne tracciò poi la biografia, nella sua opera la Franceschina.
Fu padre guardiano del Convento della Porziuncola, poi del convento di Monteripido a Perugia, quindi del convento di Santa Maria delle Grazie a Terni. Di lui è nota l'opera la Franceschina, o Specchio dell'Ordine, scritta fra il 1474 e il 1476, nella lingua volgare perugina del Quattrocento. Contiene una biografia di san Francesco d'Assisi e di altri frati minori. Parla anche della venerazione segreta delle stigmate di san Francesco d'Assisi, da parte del papa Sisto IV. Tra le biografie c'è quella di Jacopone da Todi: Giacomo Oddi ne è considerato il primo biografo, ma lo ha presentato con intento laudativo, agiografico. Nella Franceschina ricorda anche massime evangeliche, come questa:
L'attribuzione della Franceschina a frate Giacomo Oddi, per molto tempo discussa, è stata confermata da Lucas Wadding, negli Annales Minorum del 1932. Tra le prove a favore c'è il documento notarile, datato 30 maggio 1481, contenente un contratto d'edizione tra Francesco e Galeotto Oddi - fratelli di Giacomo - e il tipografo Stefano di Giovanni di Amburg, per la stampa di un'opera in 500 esemplari, al prezzo di 100 fiorini. Ma nessun esemplare fu poi stampato.
La più antica redazione della Franceschina si trova in un codice, proveniente dal convento francescano perugino di Monteripido e databile 1474-1476. Parte del patrimonio della biblioteca del convento di Monteripido è attualmente conservato alla Biblioteca Augusta di Perugia. Il manoscritto, confrontato con altre redazioni manoscritte posteriori, è stato pubblicato per la prima volta nel 1931.